# Alfred Zeidler (Politiker, 1904)
Alfred Zeidler (* 24. Januar 1904 in Liegnitz; † 18. Juli 1951) war ein deutscher Funktionär der KPD und SED.

## Leben und Werk
Zeidler stammte aus der preußischen Provinz Schlesien. Nach dem Besuch der Volksschule in Liegnitz nahm er eine Lehre zum Schlosser auf. Danach war er als Werkzeugmaschinenschlosser und später als Bergmann tätig.
Zeidler trat vor 1933 der KPD bei und leitete ab 1931 den Unterbezirk Hamm. 1932 erfolgte seine Wahl zum KPD-Parteisekretär in Essen. Nach der „Machtergreifung“ der Nationalsozialisten Ende Januar 1933 betrieb er illegale Parteiarbeit für die KPD und war von April bis Oktober 1933 inhaftiert. Danach emigrierte er ins Ausland, zuerst nach Frankreich, dann nach Belgien, Luxemburg und zuletzt nach Großbritannien. In dieser Zeit reiste er mehrfach illegal nach Deutschland, um Kontakt zu Widerstandsgruppen aufzunehmen. Deshalb wurde ein Hochverratsprozess gegen ihn eingeleitet. Im Juli 1936 wurde seine Staatsbürgerschaft durch das Nazi-Regime annulliert.
Er wurde Mitglied des Arbeitsausschusses freigewerkschaftlicher Bergarbeiter und beteiligte sich an der Gestaltung und Herausgabe der Zeitung Freie Tribüne der FDJ in Großbritannien.
Nach dem Zweiten Weltkrieg kehrte er 1946 nach Deutschland zurück und wurde KPD-Funktionär in Herne. Einige Zeit später siedelte er heimlich aus Frankfurt am Main in die Sowjetische Besatzungszone über, wo er Mitglied der SED und von 1948 bis 1949 Leiter der Westabteilung des SED-Zentralsekretariats war. Er starb im Alter von 47 Jahren.